# John Boyd Dunlop

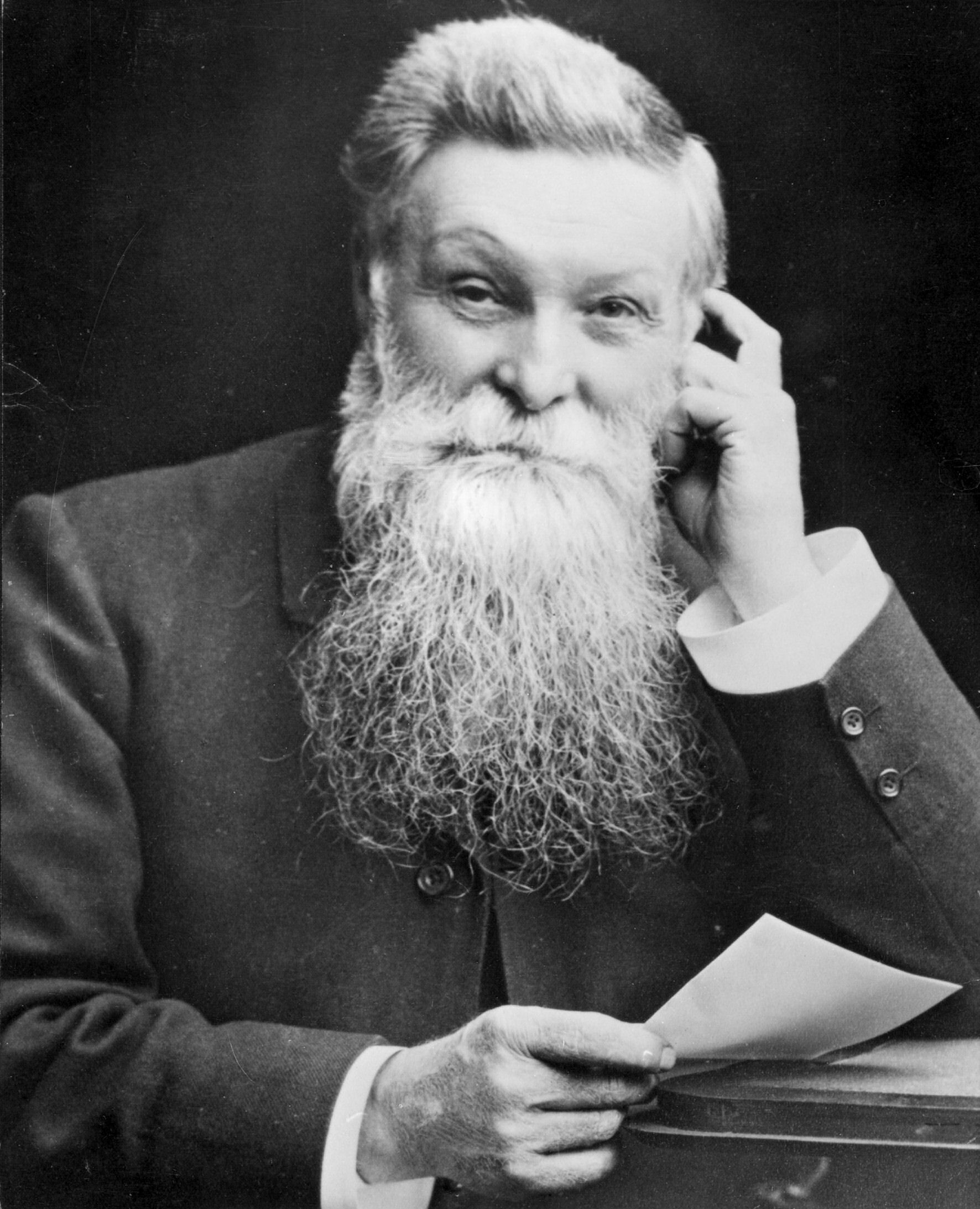
John Boyd Dunlop

John Boyd Dunlop (Dreghorn (North Ayrshire), 5 februari 1840 – Dublin, 23 oktober 1921) was een Schots industrieel ontwerper. 
Hij werd geboren als zoon in een boerengezin in Schotland. Hij groeide daar op en studeerde op 19-jarige leeftijd af als dierenarts aan de universiteit van Edinburgh. Hij werkte ongeveer 10 jaar als dierenarts in Edinburgh voordat hij naar Belfast verhuisde. 
Daar ontwikkelde hij het idee voor de uitvinding waar ook nu nog zijn naam aan verbonden is: de opblaasbare rubberband. Hij zag hoe zijn zoontje moeite had om op zijn driewieler met harde rubberbanden te rijden, en om hem te helpen maakte hij een opgeblazen rubberen slang om de wielen. Zijn zoon won de driewielerrace, en zijn vader had een briljant idee. 
Zijn eerste ontwerp bestond uit een rubberen binnenband die omhuld was met linnen stof, met een buitenkant die ook van rubber was. De binnenband kon worden opgepompt met een voetbalpomp en de band werd aan het wiel bevestigd met zijstukken van de linnen stof die met rubbercement aan het wiel werden geplakt. Hij was ook de uitvinder van de sportschoen.
Hij vroeg in 1888 patent hierop aan. Dit was niet de eerste keer dat zoiets werd geprobeerd, een andere Schot, Robert William Thomson, had in 1845 hier ook al een patent op aangevraagd. Zijn patent verliep onopgemerkt, terwijl dat van Dunlop op de juiste tijd kwam – transport werd steeds belangrijker, en de ontwikkelingen in de rubberindustrie zorgden ervoor dat zijn idee ook kon worden uitgevoerd.  
Dunlop richtte zijn eigen bedrijf voor de massaproductie van banden op in 1891. Hij verkocht het patent en het bedrijf na vijf jaar. Hij verhuisde hierna naar Dublin en overleed daar in 1921.
- Bibliothèque nationale de France: cb162577469 (data)
- Gemeinsame Normdatei: 119373424
- International Standard Name Identifier: 0000 0000 5537 3841
- Library of Congress Control Number: nb2008010560
- Nationale Bibliotheek van Tsjechië: ola2002161228
- SNAC: w6rj7gsx
- Système universitaire de documentation: 061171433
- Virtual International Authority File: 22949939
- WorldCat: E39PBJB8wGKvyG7pwxVfYM6kDq